# Gary Kikaya
Gary Kikaya (* 4. Februar 1980 in Lubumbashi) ist ein ehemaliger Sprinter aus der Demokratischen Republik Kongo.
Im Alter von zwölf Jahren zog er mit seiner Familie nach Johannesburg, wo sein Vater als kongolesischer Botschafter in Südafrika arbeitete. 1999 begann Kikaya seine leistungssportliche Karriere und zog 2001 in die Vereinigten Staaten, wo er die University of Tennessee besuchte.
Der internationale Durchbruch gelang ihm bei den Hallenweltmeisterschaften 2004 in Budapest, als er dort die Bronzemedaille im 400-Meter-Lauf gewann. Bei den Olympischen Spielen in Athen erreichte er die Halbfinalrunde. 2005 siegte er bei den Bislett Games in Oslo über 400 m, verpasste aber bei den Weltmeisterschaften in Helsinki den Finaleinzug.
Bei den Afrikameisterschaften 2006 in Bambous gewann er die Goldmedaille im 400-Meter-Lauf. Im selben Jahr sorgte er beim Leichtathletik-Weltfinale in Stuttgart für Aufsehen, als er die 400 m in 44,10 s lief. Damit brach er den 19 Jahre alten Kontinentalrekord des Nigerianers Innocent Egbunike und erzielte die schnellste je von einem Nicht-US-Amerikaner gelaufene Zeit über diese Distanz. Dennoch schied er später bei den Weltmeisterschaften 2007 in Osaka und bei den Olympischen Spielen 2008 in Peking jeweils in der Halbfinalrunde aus.
Bei den Afrikameisterschaften 2010 in Nairobi gewann Kikaya die Bronzemedaille im 400-Meter-Lauf.
Gary Kikaya ist 1,84 m groß und wiegt 75 kg.

## Bestleistungen
- 200 m: 20,40 s, 12. Juni 2006, Karlskrona
- 400 m: 44,10 s, 9. September 2006, Stuttgart